# Elaphocera segurensis
Elaphocera segurensis är en skalbaggsart som beskrevs av Escalera 1923. Elaphocera segurensis ingår i släktet Elaphocera och familjen Melolonthidae. Inga underarter finns listade i Catalogue of Life.